# ASWH
ASWH is een voetbalclub uit Hendrik-Ido-Ambacht. De club is opgericht door vijf vrienden, op 1 augustus 1929. Sportpark Schildman is de thuisbasis.

## Geschiedenis
In de beginjaren heette de club ASW. Er heeft lange tijd onenigheid bestaan over de betekenis van de naam. Sommigen vonden dat de letters staan voor Altijd Sterker Worden. Er waren echter ook mensen die beweerden dat het Altijd Sporten Wij betekende.
De clubkleuren van ASWH zijn zwart en wit. Deze kleuren zijn om praktische redenen gekozen: bijna iedereen heeft wel een zwarte broek en een wit shirt thuis liggen en dus kon iedereen makkelijk meedoen.
Tijdens de Tweede Wereldoorlog werd er niet gevoetbald bij ASW. Het bestuur weigerde een loyaliteitsverklaring aan de Duitsers te ondertekenen en daarom mocht de club niet meer spelen. Na de oorlog bouwden trouwe leden de club opnieuw op. Om zich te onderscheiden van het vooroorlogse ASW, werd de naam van de club vanaf dat moment ASWH: Altijd Sterker Worden Hendrik-Ido-Ambacht.
In 2005 is ASWH kampioen geworden in de Hoofdklasse A, om later ook de zaterdagtitel en landstitel voor zich op te eisen. Ook baarde de club opzien door in de tweede ronde van de KNVB beker 2006/07 te winnen van Eerste divisionist Cambuur Leeuwarden (4-2). Op 29 oktober 2013 nam ASWH het in de derde ronde van de KNVB beker 2013/14 in de Amsterdam ArenA op tegen AFC Ajax. De club verloor met 4-1.

## Supporters
In 1978 vonden een aantal enthousiaste supporters dat er een overdekte tribune moest komen. Dit was het begin van de supportersclub. Het doel van de supportersclub is: "het steunen van ASWH en het bevorderen van de onderlinge band tussen supporters, leden en spelers."

## Sportpark Schildman
ASWH speelt op Sportpark Schildman, het sportterrein in Hendrik-Ido-Ambacht. Gemiddeld zijn er 500-750 toeschouwers bij de wedstrijden, bij grotere wedstrijden gemiddeld 750-1250. Op Sportpark Schildman speelt tevens voetbalclub IFC, tennisvereniging Hiaten en korfbalclub DVS '69. Per augustus 2015 speelt de club de thuiswedstrijden op kunstgras.

## Bekende oud-spelers
Een aantal bij ASWH begonnen spelers heeft uiteindelijk het betaald voetbal gehaald. Dit zijn Robin Schmidt, Michel Devilee, Jan Scheurwater, Joshua Brard, Marten de Roon,  Ramon Hendriks en Luuk Admiraal.

## Erelijst
Algemeen landskampioenschap amateurs
Kampioen in 2005
Algemeen zaterdagkampioenschap
Kampioen in 2005
Hoofdklasse
Kampioen in 2001, 2002, 2005
KNVB beker voor amateurs
Winnaar in 2006*, 2014
Districtsbeker Zuid I
Winnaar in 2006, 2014, 2016
Super Cup amateurs
Winnaar in 2005, 2014
* toenmalig Gatorade Cup voor amateurs genaamd

## Competitieresultaten vanaf 1950
| 7 4D |

| 3 4D |

| 2 4D |

| 4 4C |

| 9 4C |

| 8 4D |

| 8 4C |

| 3 4C |

| 4 4C |

| 1 4D |

| 9 3B |

| 1 4C |

| 6 3B |

| 10 3B |

| 5 4C |

| 2 4D |

| 8 3B |

| 2 3A |

| 5 3B |

| 6 3A |

| 1 3B |

| 4 2B |

| 3 2A |

| 4 2B |

| 7 2B |

| 10 2A |

| 9 2B |

| 8 2B |

| 12 2A |

| 10 2B |

| 3 2B |

| 2 2B |

| 3 2B |

| 1 2A |

| 6 1A |

| 6 1B |

| 6 1A |

| 9 1B |

| 13 1B |

| 7 1B |

| 6 1A |

| 12 1B |

| 13 1B |

| 4 2A |

| 5 2B |

| 4 2B |

| 7 1B |

| 4 A |

| 13 A |

| 1 1C |

| 3 B |

| 1 B |

| 1 A |

| 3 B |

| 8 A |

| 1 A |

| 2 B |

| 4 A |

| 9 A |

| 4 A |

| 8 A |

| 4 B |

| 3 B |

| 2 B |

| 7 B |

| 4 B |

| 3 B |

| 4 |

| 11 |

| 7 |

| -- |

| -- |

| 18 |

| 18 |

| 1 B |

2019/20: Dit seizoen werd na 24 speelrondes stopgezet vanwege de uitbraak van het COVID-19-virus. Er werd voor dit seizoen geen eindstand vastgesteld. Op het moment van het stopzetten stond ASWH op de laatste plaats in de Tweede Divisie, een straatlengte achterstand op de veilige plaatsen.
| Tweede Divisie | Derde Divisie | Hoofdklasse/4e Divisie | Eerste klasse | Tweede klasse | Derde klasse | Vierde klasse |

In elke staaf van de grafiek staat van boven naar beneden vermeld: 
- Eindnotering

Dit is de positie die de club heeft bereikt in de competitie, zonder eventuele beslissings-, play-off- of nacompetitiewedstrijden die nodig zijn geweest om bijvoorbeeld de kampioen van de competitie te bepalen.
Indien een * achter het getal staat is de notering een tussenstand en kan het zijn dat de notering niet overeenkomt met de uiteindelijke eindstand van de competitie.
Staat er een - dan is het seizoen nog bezig en is er geen definitieve uitslag bekend.
Staat er xx op de positie van de notering, dan heeft de club vroegtijdig de competitie verlaten. Dit kan onder andere komen door terugtrekking van het team, faillissement van de club of door een uitgedeelde straf van de KNVB. In veel gevallen staat elders in het artikel de reden vermeld.
Staat er een ? dan is het resultaat uit het verleden onbekend, en is alleen de competitie of het niveau bekend van dat seizoen.
In de seizoenen 2019/20 en 2020/21 werd wegens de coronacrisis het amateurvoetbal afgebroken. Daardoor kennen deze staven geen eindklassering (middels -- weergegeven).
- Competitieniveau en afdelingsletter of Officiële eindstand Eredivisie
  - Competitieniveau en afdelingsletter

Hierbij geeft het getal het niveau weer, dat ook terug te vinden is in de legenda. De letter is de afdelingsaanduiding en wordt gebruikt wanneer er meer afdelingen zijn op hetzelfde niveau. De afdelingsletter is altijd een hoofdletter en wordt meestal zonder nummer gebruikt.
Voorbeeld: 2F is niveau 2e klasse competitie F.
Het competitieniveau en nummer wordt niet vermeld wanneer er slechts één competitie van dit niveau was.
  - Officiële eindstand Eredivisie (getal staat tussen haakjes vermeld)

Sinds de introductie van play-offwedstrijden voor Europees voetbal na afloop van de reguliere competitie in 2005/06, is de KNVB verplicht een eindstand van de Eredivisie door te geven aan de UEFA aan de hand van deze play-offwedstrijden.
Bij deze eindstand staan clubs die zich hebben gekwalificeerd voor Europees voetbal hoger dan clubs die zich niet wisten te kwalificeren. Indien er geen verschil was tussen de eindnotering en de officiële eindstand, staat dit getal niet vermeld.

- Onderafdeling

Hier staat afgekort de naam van de onderafdeling indien de club in dat jaar in een onderafdeling uitkwam. Tevens staat deze afkorting in de legenda en wordt gelinkt naar het artikel over deze onderafdeling. Deze afkorting wordt alleen vermeld wanneer de club in het verleden in verschillende onderafdelingen heeft gespeeld. Deze vermelding is in de staaf altijd in kleine letters. Deze onderafdelingen zijn na het seizoen 1995/96 afgeschaft. Heeft de club in slechts één onderafdeling gespeeld, dan is dit alleen terug te vinden in de legenda.
Onder de staaf staat het jaartal vermeld waarin het seizoen is afgesloten. 15 verwijst naar het seizoen 2014/15 of eventueel het seizoen 1914/15.
Wanneer een staaf leeg is, zijn deze gegevens niet bekend. Het kan ook zijn dat de club dat seizoen niet heeft meegespeeld op het hogere amateurniveau, vroegtijdig de competitie heeft verlaten of uit de competitie is gezet.

In het seizoen 1944/45 was er wegens de Tweede Wereldoorlog geen regulier competitievoetbal.

## ASWH in de KNVB Beker
Dit schema laat de resultaten zien van ASWH tegen profclubs in de KNVB Beker.
| Seizoen   | Ronde     | Wedstrijd               | Uitslag  |
| --------- | --------- | ----------------------- | -------- |
| 1985/86   | 1e ronde  | ASWH - BV Emmen         | 2-1      |
| 1985/86   | 2e ronde  | Fortuna Sittard - ASWH  | 3-0      |
| 2000/2001 | Groep 9   | ASWH - FC Den Bosch     | 0-5      |
| 2001/2002 | Groep 12  | ASWH - FC Den Bosch     | 0-4      |
| 2002/03   | Groep 9   | ASWH - FC Eindhoven     | 0-0      |
| 2002/03   | Groep 9   | ASWH - RKC Waalwijk     | 0-5      |
| 2003/04   | 1e ronde  | ASWH - FC Eindhoven     | 1-2      |
| 2005/06   | 2e ronde  | ASWH - FC Utrecht       | 0-4      |
| 2006/07   | 1e ronde  | ASWH - SC Cambuur       | 4-2 n.v. |
| 2006/07   | 2e ronde  | Roda JC Kerkrade - ASWH | 5-0      |
| 2009/10   | 3e ronde  | Helmond Sport - ASWH    | 5-0      |
| 2013/14   | 3e ronde  | AFC Ajax - ASWH         | 4-1      |
| 2016/17   | 8e finale | AZ Alkmaar - ASWH       | 2-0      |
| 2018/19   | 2e ronde  | FC Utrecht - ASWH       | 5-1      |
| 2021/22   | 1e ronde  | ASWH - Heracles Almelo  | 1-3      |
| 2024/25   | 2e ronde  | ASWH - SC Heerenveen    | 0-1      |